# 5664 Евґстер
5664 Евґстер (5664 Eugster) — астероїд головного поясу, відкритий 6 березня 1981 року.
Тіссеранів параметр щодо Юпітера — 3,528.